# Lady Death: La película
Lady Death: La Película es una película de acción de fantasía animada para adultos estadounidense de 2004 basada en el personaje de cómic Lady Death. Esta película fue el primer proyecto de animación producido por el ahora desaparecido distribuidor de anime AD Vision. Se estrenó en la convención Comic-Con de San Diego de 2004. La película se estrenó en DVD el 9 de octubre de 2004 y se emitió en Anime Network de AD Vision. Esta película no ha sido calificada. AEsir Holdings y Section23 Films lanzaron una edición en Blu-ray Disc de la película el 24 de septiembre de 2011.

## Sinopsis
La película comienza en la Suecia del siglo XV. Hope, la hermosa e inocente hija de Matthias (un hábil mercenario que en realidad es el mismo Lucifer), es acusada de ser la consorte del Diablo. Hope es sentenciada por el cura del pueblo a ser quemada en la hoguera. Matthias, a través de un apoderado, ofrece su vida si ella se entrega a él y se une a él en el Infierno. Al principio, ella acepta sus términos, pero el plan de Matthias para corromperla pronto se encuentra con una resistencia inesperada, ya que Hope rechaza su plan y finalmente se encuentra transformada en la poderosa guerrera Lady Death, que desafía a Lucifer por el control del mismo Infierno.

## Diferencias entre la película y el cómic
Muchos de los eventos de los cómics se modifican en la película animada. En lugar de convocar a un demonio con el que negocia por su vida, el hechizo de Hope convoca a un par de demonios voladores que la llevan físicamente al infierno (restaurando su cuerpo gravemente quemado en el proceso), dejándola en la corte de su padre, quien tiene la intención de que ella se una a su lado. Cuando ella se niega, él la expulsa, solo para que ella se ponga del lado del maestro herrero Cremator, un esclavo suyo fugitivo, y dirija un ejército de criaturas infernales contra él. En esta continuidad, su maldición es quedar atrapada en el infierno mientras uno de los aliados de Lucifer permanezca con vida. A diferencia del cómic, Lady Death se presenta más como una heroína cuyo objetivo no es destruir toda la vida y la creación en la Tierra, sino liberar el infierno de la tiranía de Lucifer.

## Reparto
- Christine Auten como Lady Death/Hope
- Mike Kleinhenz como Lucifer/Matthias
- Andy McAvin como un pagano
- Rob Mungle como Cremator
- Mike MacRae como Asmodeus, un troll de tortura grande
- Chris Patton como Nicolás
- Dwight Clark como el padre Orbec
- Maureen McCullough como Marion
- Ted Pfister como un anciano
- Marcy Rae como una anciana
- Greg Ayres como un hombre joven
- Jason Douglas como un guardia de Matthias/Lucifer
- Ben Pronsky como un guardia de Matthias/Lucifer
- John Swasey como General Ahriman, guardias de tortura y un demonio sacerdote
- James Faulkner como el general Utuk Xul
- Laura Butcher como una concubina de Lucifer
- Marizol Cabrera-Ojeda como una concubina de Lucifer
- Shelley Calene-Black como una concubina de Lucifer
- Geana Lewis como una concubina de Lucifer
- Mary Márquez como una concubina de Lucifer
- Adam Colon como pequeña tortuga troll

## Detalles
El castillo de Matthias se basa en el castillo de Duurstede.

## Recepción
La recepción general ha sido en su mayoría negativa. Mike Dungan de Mania.com (entonces conocido como AnimeOnDvd.com) le dio a la película una C. Dungan afirma que el guion limita el atractivo de la película. Sin embargo, la animación y la actuación estuvieron bien, ya que este fue un buen primer esfuerzo para ADV.